# Веспериды
Веспериды (лат. Vesperidae) — семейство насекомых из отряда жесткокрылых, близкое к жукам-усачам.

## Описание
Имаго ведут ночной образ жизни, окрашены в коричневатый цвет. Характерна короткокрылость или бескрылость (особенно у самок) и физогастрия самок. Личинки развили адаптации к подземному образу жизни. В частности средиземноморскому роду Vesperus присущи личинки, обладающие гиперметаморфозом.

## Систематика
Некоторые энтомологи включают этих жуков в состав семейства усачей. Ранее, трибу Vesperini включали в подсемейство усачей Lepturinae, трибу Anoplodermatini включали в состав подсемейства Prioninae а трибу Philini сближали с подсемейством Prioninae. Однако, некоторые необычные признаки личинок рода Vesperus заставили часть специалистов выделить эту группу сначала в отдельное подсемейство, а затем и в самостоятельное семейство жуков.
В 1997 году Švácha, Wang & Chen выявили морфологические сходства упомянутых трёх триб (подсемейств) на личиночных стадиях. Проведенный недавно, анализ хромосом, также подтвердил явные отличия этой группы от семейства Cerambycidae.
- Anoplodermatinae Guérin-Méneville, 1840 — 10 родов
- Philinae J.Thomson, 1860 — 5 родов и 20 видов
- Vesperinae Mulsant, 1839
  - Vesperus Dejean, 1821
    - Vesperus aragonicus Baraud, 1964
    - Vesperus bolivari Paulino de Oliveira, 1893
    - Vesperus brevicollis Graells, 1858
    - Vesperus conicicollis Fairmaire & Coquerel, 1866
    - Vesperus creticus Ganglbauer, 1886
    - Vesperus fuentei Pic, 1905
    - Vesperus jertensis Bercedo & Bahillo, 1998
    - Vesperus joanivivesi Vives, 1998
    - Vesperus luridus Rossi, 1794)
    - Vesperus ligusticus Vitali, 2001
    - Vesperus nigellus Compte Sarte, 1963
    - Vesperus sanzi Reitter, 1895
    - Vesperus serranoi Zuzarte, 1985
    - Vesperus strepens (Fabricius, 1792)
    - Vesperus xatarti (Mulsant, 1839)
- Incertae Sedis
  - Vesperoctenus  Bates, 1891

## Близкие группы
- Cerambycidae
- Disteniidae
- Oxypeltidae